# 吴一弦
吴一弦（1967年2月—），女，福建莆田人，北京化工大学材料科学与工程学院教授，主要从事可控聚合与大分子工程、合成橡胶、热塑弹性体等方面的研究工作。担任中国化工学会会士。入选中华人民共和国教育部2009年度"长江学者"特聘教授。